# Lebedew LM-1
Die Lebedew LM-1 (russisch Лебедев ЛМ-1) war ein russisches Militärflugzeugprojekt.

## Entwicklung
Die LM-1, auch als Lebed Morskoi bezeichnet, war der ehrgeizige Versuch, auf Basis der etablierten Lebedew-Konstruktionen ein leistungsfähiges Seeflugzeug für die russische Marine zu schaffen. Um bei der höheren Masse und dem größeren aerodynamischen Widerstand eines Schwimmerflugzeuges die gewünschte Leistungsfähigkeit zu erhalten, sah man den Einsatz eines 220-PS-Renault-Motors vor. Da dieses Triebwerk bei Fertigstellung des Prototyps aber nicht zur Verfügung stand, musste ein deutlich schwächerer Motor eingebaut werden, was Auswirkungen auf die Leistung hatte. Da die künftige Verfügbarkeit des Renault-Motors in Russland nicht absehbar war, musste das Projekt schließlich eingestellt werden.

## Technische Daten
| Kenngröße             | Daten                                       |
| --------------------- | ------------------------------------------- |
| Besatzung             | 2                                           |
| Länge                 | 10,50 m                                     |
| Spannweite            | 15,10 m                                     |
| Flügelfläche          | 49,10 m                                     |
| Leermasse             | 1090 kg                                     |
| Startmasse            | 1455 kg                                     |
| Flächenbelastung      | 29,70 kp/m²                                 |
| Leistungsbelastung    | 9,70 kg/PS                                  |
| Einsatzreichweite     | 1540 km                                     |
| Höchstgeschwindigkeit | 300 km/h                                    |
| Triebwerk             | ein Reihenmotor Sunbeam mit 150 PS (110 kW) |